# Mundialito (película)
Mundialito es una película documental uruguaya del 2010 dirigida y producida por Sebastián Bednarik y Andrés Varela. La película brinda una mirada al Mundialito 1980, torneo internacional de fútbol amistoso organizado por la Asociación Uruguaya de Fútbol, que reunió a las selecciones nacionales ganadoras de la Copa Mundial y Países Bajos, y fue organizado en Uruguay durante una situación política poco convencional.

## Ficha técnica
- Dirección: Sebastián Bednarik[1]
- Entrevistas: Andrés Varela
- Guion: Sebastián Bednarik, Andrés Varela
- Producción ejecutiva: Andrés Varela, Jaqueline Bourdette, Lucía Gaviglio
- Asistente de producción ejecutiva: Mercedes Sader
- Jefatura de producción: Jaqueline Bourdette
- Dirección de fotografía y cámara: Pedro Luque
- Dirección de sonido: Daniel Márquez, Fabián Oliver
- Montaje: Guzmán García
- Postproducción de imagen y sonido: Daniel Márquez
- Asistente de cámara: Mauricio Acosta, Andrés Álvarez
- Gaffer: Cristian Moris
- Foto fija: Jaqueline Bourdette
- Investigación: Gerardo Caetano
- Música original: Ojos del cielo

## Premios y festivales
- 2010, Festival de Río: Selección oficial.
- 2010, Fipresci Uruguay: Mejor documental Uruguayo.
- 2011, Festival Internacional del Nuevo Cine Latinoamericano, Cuba: selección oficial.
- 2011, Festival Internacional de Guía de Isora, Tenerife: selección oficial.
- 2011, Festival Internacional de Cine Documental de la Ciudad de México, DOCS DF: selección oficial.
- 2011, Premios Iris Uruguay: Mejor documental.
- 2011, Premios Iris, Mejor director Sebastián Bednarik por Mundialito.